# La pesta blava
La pesta blava és un assaig realitzat per Vicent Bello en 1987, finalista del premi Joan Fuster d'assaig, que va ser publicat un any després per l'editorial Tres i Quatre juntament amb De Impura Natione, finalista ex-aequo d'aquella edició.

## El llibre
Tot i no guanyar el premi Joan Fuster d'assaig, el jurat va recomanar que, tant La Pesta Blava com Document 88 foren publicats com a material de reflexió. L'obra suposava la més completa aproximació al blaverisme que fins aleshores s'havia realitzat des del fusteranisme, fent especial èmfasi en la relació entre el regionalisme anticatalanista i l'extrema dreta. Així, l'autor considerarà que el blaverisme és un moviment de caràcter feixista, quan no la versió local del feixisme.
Es dedica un capítol sencer a analitzar la tercera via valenciana. Per a Bello, les tesis revisionistes del fusteranisme de llibres com De Impura Natione suposaran un blaverisme o anticatalanisme de baixa intensitat, que no seria una revisió del fusteranisme sinó una proposta anticatalanista que agafa les robes del fusteranisme per a connectar amb bases socials nacionalistes. L'aparició del discurs de la tercera via estaria explicat per la necessitat de les classes dominants d'una cara més amable, comparant el paper de Mollà i Mira amb el de Manuel Broseta en la transició. Per això, l'autor del llibre qualificarà el valencianisme de conciliació com a neoblaverisme.

## Legat i criticisme
La Pesta Blava va ser un dels pocs treballs publicats on s'analitzava el blaverisme, moviment social poc estudiat tot i la influència que ha tingut en la societat valenciana. Des de finals del Segle XX, diferents sociòlegs han criticat el treball de Bello. L'any 2000, Anselm Bodoque ja va criticar la caracterització del blaverisme com a moviment feixista. Tot i els episodis violents, Bodoque considera que el blaverisme no és més que un moviment populista mobilitzador d'elements marginats en el procés de modernització socials dels anys 70. Per la seua banda, Miquel Nicolàs i Amorós considera que La Pesta Blava combina les interpretacions ben documentades amb un aparell metodològic feble on es substitueix l'anàlisi per "un còctel d'apriorisme, reduccionisme sociològic i estereotips de la psicologia social". També Vicent Flor ha criticat l'obra de Bello. Considerant les descripcions majoritàries, tant acadèmiques com polítiques com a simplistes, i fruit d'un moment social on el blaverisme actuava intensament, per a aquest autor la radiografia del blaverisme com una anomalia social producte de l'existència d'un nombre elevat de desequilibrats o feixistes explica poc i malament la societat valenciana.